# هايلايتر (مستحضر تجميلي)
الهايلاتر هو نوع من منتجات التجميل التي تعكس الضوء.غالبًا ما يستخدم للتلطيخ، يمكن تطبيقه على الوجه أو أجزاء أخرى من الجسم لتفتيح البشرة في منطقة معينة، مما يخلق إدراكًا للعمق والزوايا. يمكن أن يأتي المنتج في أشكال متنوعة، بما في ذلك المسحوق، السائل، القشدة، لمعان، العصي الصلبة والهلام.
أصبح الهايلايتر أداة مهمة بين الممثلين في المسرح والسينما الذين يطلقون النار أو يؤدون أعمالهم في الداخل، حيث لم يكن الضوء الطبيعي متاحًا لتوفير تعريف لمزايا الوجه مثل عظام الخد والأنف. كما قدم الهايلايتر إمكانية زيادة أو تقليص ميزة معينة لتناسب الشخصية التي يتم تصويرها، وكذلك الاتجاهات الجمالية.
إن كريم ستروبينغ من ماك لمستحضرات التجميل هو أول منتج مميز يتم إتاحته للمستهلكين التجاريين.
أداة طويلة الأمد بين فناني الماكياج، شهدت مبيعات تمييز مكاسب كبيرة بين المستهلكين في عام 2016. عزا بعض خبراء الصناعة النمو في مبيعات المنتجات البارزة والمنتجات ذات الصلة إلى ارتفاع استخدام وسائل التواصل الاجتماعي، بالنظر إلى شعبية دروس (اليوتيوب) للمكياج وانتشار الصور الذاتية للقطات المعروفة باسم صور شخصية. 